# Église Sainte-Croix de Viels-Maisons
L'église Sainte-Croix est une église située à Viels-Maisons, en France.

## Localisation
L'église est située sur la commune de Viels-Maisons, dans le département de l'Aisne.

## Historique
L'église date du XVIe siècle.
Le portail de la nef est inscrit au titre des Monuments historiques par arrêté du 5 juin 1928. L'église Sainte-Croix en totalité est inscrite par arrêté du 11 juin 2024.

## Galerie

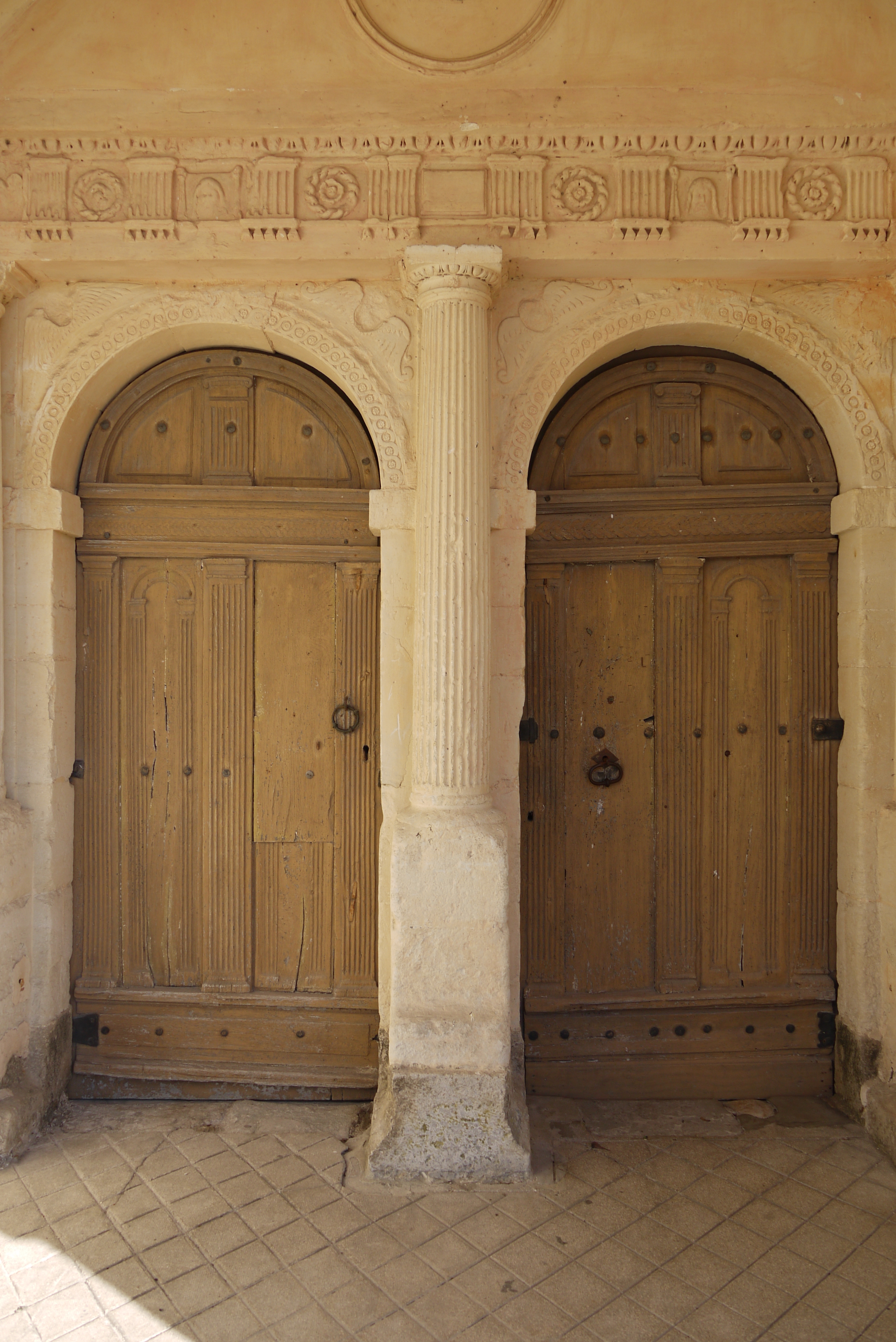
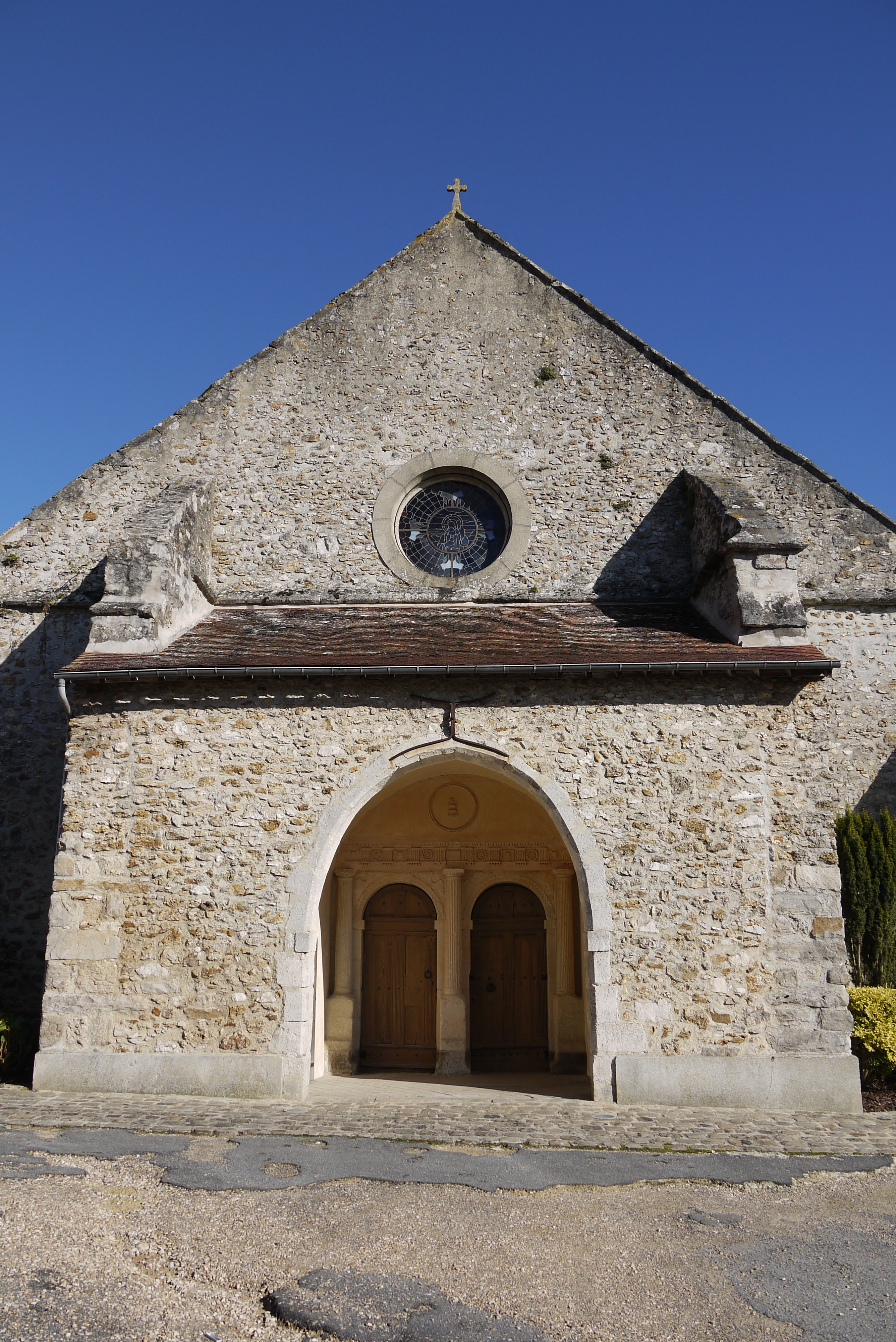